# Konon (Papst)

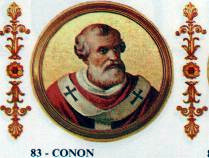
Konon, Darstellung in der Basilika Sankt Paul vor den Mauern

Konon († 21. September 687 in Rom) war Papst von 686 bis 687.
Als Papst Johannes V. im August 686 starb, kam es zu Auseinandersetzungen zwischen Klerus und Bürgermiliz. Beide Fraktionen konnten sich auf keinen gemeinsamen Kandidaten einigen. Als sich der Konflikt zwischen den beiden Fronten zuspitzte, die Militärpartei den Presbyter Theodor II. zum Papst wählte und dem Klerus den Weg zur Lateranbasilika versperrte, lenkte die Geistlichkeit ein und man suchte nach einem neuen Kompromisskandidaten.
Dieser Kompromisskandidat war der alte Priester Konon. Weil er Sohn eines Generals war, konnte auch die Miliz für diesen Kandidaten gewonnen werden und so kam es, dass er am 21. Oktober 686 ohne Gegenstimmen gewählt wurde.
Der neue Papst zeigte kein Interesse an weltlichen Dingen, war von schlichtem Gemüt und ständig krank, was mit großer Wahrscheinlichkeit an seinem hohen Alter lag. Das „schlichte Gemüt“ Konons war wohl auch die Ursache eines sizilianischen Bauernaufstandes. Der Papst hatte nämlich einen Diakon der Kirche von Syrakus, einen gewissen Konstantin, zum Verwalter des päpstlichen Besitzes in Sizilien gemacht. Zum einen hatte der Papst sogleich den hohen Klerus gegen sich, weil dieser das Amt eines sizilianischen Rektors als seinen Besitzstand betrachtete, zum anderen erwies sich jener Konstantin als unpassend. Der Verwalter des Papstes stellte sich als Ausbeuter der Bauern heraus und stiftete einen Aufstand unter den päpstlichen Pächtern an.
Das Vorgehen des Rektors von Sizilien war so unerhört, dass er vom Gouverneur von Sizilien verhaftet und schließlich ausgewiesen wurde, was eine große Peinlichkeit für den Papst darstellte.
Nach elfmonatigem Pontifikat starb Konon in Rom.